# Gregorio Nicanor Peña Rodríguez
Gregorio Nicanor Peña Rodríguez (Baitoa, República Dominicana, 12 de março de 1942) é um ministro dominicano e bispo católico romano emérito de Nuestra Señora de la Altagracia en Higüey.
Gregorio Nicanor Peña Rodríguez recebeu o Sacramento da Ordem em 22 de junho de 1968 para a Diocese de Santiago de los Caballeros.
Em 16 de dezembro de 1996, o Papa João Paulo II o nomeou o primeiro bispo da Diocese de Puerto Plata, que foi criada na mesma data. O Arcebispo de Santiago de los Caballeros, Juan Antonio Flores Santana, o consagrou em 25 de janeiro de 1997; Os co-consagradores foram o Bispo Emérito de Santiago de los Caballeros, Roque Adames Rodríguez, e o Bispo de Baní, Príamo Pericles Tejeda Rosario.
Em 24 de junho de 2004, João Paulo II o nomeou Bispo de Nossa Senhora da Altagracia em Higüey. A posse ocorreu em 21 de agosto do mesmo ano.
O Papa Francisco aceitou sua aposentadoria em 30 de maio de 2020.<x ref>«Rinuncia del Vescovo di Nuestra Señora de la Altagracia en Higüey (Repubblica Dominicana) e nomina del successore». Tägliches Bulletin (em italiano). Presseamt des Heiligen Stuhls. 30 de maio de 2020. Consultado em 30 de maio de 2020</ref>